# 노래의 날개 위에 (KBS 라디오 프로그램)
노래의 날개 위에는 KBS대구FM에서 방송되는 성악곡 전문프로그램이다.

## 진행자
- 송현주 아나운서 (여) (2004년 10월 18일 ~ 2021년 8월 29일)

## 주파수 안내
- 대구, 경주, 구미, 김천 FM 89.7㎒
- 안동, 영주, 문경, 예천, 봉화, 청송, 상주, 의성, 청송, 영양 FM 88.1㎒
- 포항, 경주, 영덕, 울진 FM 93.5㎒
- 울릉 FM 94.1㎒